# Frères de sang (film, 1975)
Pour les articles homonymes, voir Frère de sang (homonymie).
Pour plus de détails, voir Fiche technique et Distribution.
Frères de sang (Blutsbrüder) est un western est-allemand sorti en 1975 et réalisé par Werner W. Wallroth.

## Synopsis
En tant que porte-drapeau, Harmonika (Dean Reed) assiste durant l'hiver 1864 au massacre de Sand Creek, au cours duquel un camp d'Indiens se croyant sous la protection du drapeau américain est attaqué par des soldats sur les rives du Big Sandy Creek. Il déserte alors l'armée et est finalement recueilli par les Cheyennes. Il se lie d'amitié avec Harter Felsen (Gojko Mitić) et épouse sa sœur Rehkitz (Gisela Freudenberg (de)). Lorsque celle-ci est assassinée, il mène la lutte contre les soldats aux côtés des Indiens.

## Fiche technique
- Titre original : Blutsbrüder
- Titre français : Frères de sang[2]
- Réalisateur : Werner W. Wallroth
- Scénario : Wolfgang Ebeling, Dean Reed
- Producteur : Gerrit List
- Photographie : Hans Heinrich
- Montage : Helga Emmrich
- Musique : Karl-Ernst Sasse
- Costumes : Günther Pohl
- Société de production : Deutsche Film AG
- Sociétés de distribution : Icestorm Entertainment (DVD)
- Pays de production :  Allemagne de l'Est
- Langue de tournage : allemand
- Format : Couleur (ORWO-Color) - 1,66:1 - son mono - 35 mm
- Genre : Western
- Durée : 99 minutes (1h39)[1]
- Date de sortie :	
  - Allemagne de l'Est : 26 juin 1975
  - Hongrie : 28 octobre 1976

## Distribution
- Dean Reed : Harmonika
- Gojko Mitić : Harter Felsen
- Gisela Freudenberg : Rehkitz
- Jörg Panknin : Joe
- Cornel Ispas : Big Fred
- Toma Dimitriu : Grauer Elch
- Iurie Darie : Bill Simmons
- Manea Alexandru : le lieutenant
- Elena Sereda : la grosse femme
- Cornelia Turian : la grande femme